# 사고조사소
사고조사소(핀란드어: Onnettomuustutkintakeskus 온넷토무스툿킨타케스쿠스[*]; OTKES, 스웨덴어: Olycksutredningscentralen)는 핀란드 법무부 산하 기관이다. 항공사고, 해양사고, 철도사고  등 대형사고에 대한 조사를 수행한다.  현임 소장은 벨리페카 누르미다. 청사는 헬싱키시 파실라동 라타피하로(Ratapihantie) 9번지에 소재한다. "라타피하"는 길 건너에 있는 차량기지를 의미하는 보통명사다.